# Herren von Vorsfelde

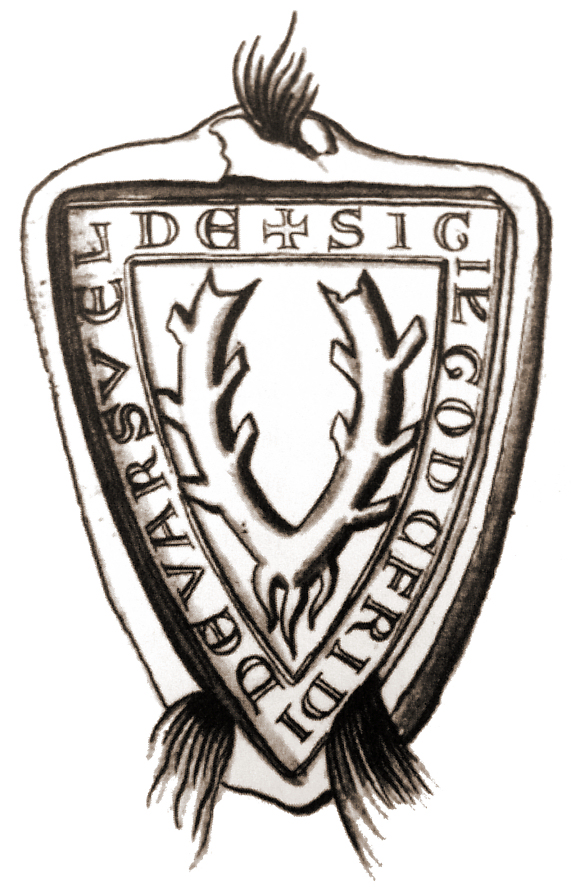
Wappen des Gottfried von Vorsfelde mit Geweihdarstellung, um 1200

Die Herren von Vorsfelde waren ein vom 13. bis 15. Jahrhundert auftretendes Ministerialengeschlecht in welfischen Diensten, für die der Ort Vorsfelde namensgebend war. Sie lassen sich dem niederen Adel zurechnen.
Erste Hinweise auf das Geschlecht gibt es 1217 durch die urkundliche Erwähnung des Gottfried von Vorsfelde als „godefridus de varsfelde“. Er trat am 21. Juni 1217 in Salzdahlum in einem Lehnsvertrag von Otto IV. als Bürge bei der Belehnung der Burg Harbke an Hermann und Otto von Harbke auf. Nach dem Tod von Otto IV. stieg Gottfried von Vorsfelde in den Rang eines „advocatus“ auf. Die Stellung eines Vogtes hatte er in Rechtsgeschäften inne, bei denen Braunschweiger Angelegenheiten zur Verhandlung standen. Darüber hinaus war Gottfried von Vorsfelde mit besonderen Aufgaben im welfischen Interesse betraut und stand in Verbindung zum Helmstedter Raum, insbesondere zu den Klöstern Mariental und Marienberg.
In Urkunden bis ins 15. Jahrhundert finden sich Nennungen von Angehörigen des Geschlechts.  Ihre Besitzungen und Rechte bestanden im Raum von Vorsfelde bis Vechelde, Helmstedt und Königslutter. Im Jahr 1334 bestätigte Volkmar von Vorsfelde als „Volckmar van Varsfelde“ der Kirchengemeinde in Volkmarsdorf urkundlich die Schenkung eines Ackerstücks durch die Gemeinde. Jordan von Vorsfelde wird letztmals in einer Urkunde von 1462 genannt. Zuvor überließ er am 5. April 1444 Burchard und Huner von Bartensleben das Dorf Hondelage für den Fall, dass er keine Nachkommen haben würde. Das Geschlecht erlosch in der zweiten Hälfte des 15. Jahrhunderts. Der letzte Vertreter war Heinrich von Vorsfelde, der als Vikar am St.-Blasius-Stift in Braunschweig zuletzt 1478 Erwähnung findet.
Der geringe Umfang an Besitzungen und Rechten der Herren von Vorsfelde im Vergleich zu anderen Niederadelsgeschlechtern wird mit ihrem späten Auftreten im welfischen Umfeld erklärt. Durch ihre schmale Besitzgrundlage konnten sie nur in geringem Maß Lehen vergeben. Zu ihrem namensgebenden Ort Vorsfelde hatten sie nur eine geringe Verbindung.